# Тула
Ту́ла (рос. Ту́ла) — місто в Росії, обласний центр Тульської області. Через місто протікає річка Упа.

## Назва
Микола Карамзін стверджував, що місто Тула було назване ім'ям цариці Тайдули, дружини хана Золотої Орди Джанібека.
Володимир Даль у своєму словнику тлумачить слово «Тула» так:
Тула — скритне, недоступне місце, рос. затулье, рос. притулье для захисту, притулку, чи для заключення. З цим може бути пов'язана назва міста.
Назву міста також пов'язують із річкою Тулицею, що протікає містом. Хоча її назва, ймовірніше, походить від назви міста.
Існує також версія, менш вивчена, що ґрунтується на значенні слова «тула» у старотюркських мовах, з яких воно перекладається як «силою брати, віднімати».

## Історія
Тула — одне з найстаріших міст Росії, вперше згадується в Никонівському літописі в описі військових подій 1146 року:
|  | Святослав Ольгович, йде в Рязань, та був во Мценську і в Тулі, і в Дубку, на Дону, та в Єльці, і в Пронську, та прийшов в Рязань на Оку. |

Незважаючи на це, Никонівський літопис, що був складений в XVI столітті, не може служити підставою для реконструкції подій XII століття. На думку ряду істориків, згадка Тули під 1146 роком є пізнішою вставкою літописця XVI століття, що переконливо доведено працями А. М. Насонова, Б. М. Клосса, В. Л. Єгорова, М. К. Фоміна.
Перше ж достовірна згадка Тули міститься в договірній грамоті великого князя Московського Дмитра Івановича з великим князем Рязанським Олегом Івановичем 1382 року у зв'язку з її приналежністю до володінь цариці Тайдули.
До середини XVII століття, коли кордон Московії перемістився південніше, Тула з міста-фортеці поступово перетворюється на промисловий центр. Розвиток традиційного для міста ковальського ремесла підтримували московські князі, що потребували своєї залізовиробничої та збройної промисловості.
Початком збройної справи можна вважати 1595 рік, коли цар Федір I Іванович звільнив тульських «самопальних» ковалів від податку та земських повинностей, зобов'язав їх виготовляти казенну зброю. Перші залізовиробничі підприємства були побудовані голландцем А. Вініусом у 15 верстах від Тули, в селі Торхово на річці Тулиця. Потім його компаньйонами відкривались нові підприємства, що виробляли не тільки військові, але й господарські металеві вироби. З кінця XVII століття залізовиробнича промисловість Тули переходить до Микити Демидова.
На початку XVIII століття ремісницьке виробництво зброї змінюється заводським. За наказом Петра I в 1712 році в Тулі відбудовують перший у державі збройний завод. Тула стає визнаним центром виробництва зброї та металевих виробів, що збувалися по всій Російській імперії.
У 1777—1796 роках Тула була центром Тульського намісництва Російської імперії. З 1796 року Тула — центр губернії.
1812 року Тула відзначилася поставками зброї (в 1812—1814 роках у місті виготовлено та забезпечено регулярну армію 600 тисячами рушниць). Також тут формувалися бригади так званих ополченців у складі російської армії.
На початку XX століття місто залишалося глибоко провінційним. Про нього залишив спогад український політик, майбутній міністр УНР Микола Ковалевський:
|  | Тула справляла досисть гнітюче враження глухої російської провінції. Головна вулиця називалася Київська, бо через Тулу йшов великий шлях в Україну. Ця Київська вулиця - єдина велика вулиця в місті, ділила Тулу на дві великі частини. Маленькі патерові будинки переважно з дерева, брудні вулички і кілька церков, надавали специфічний характер Тулі. Тульський збройний завод був єдиною ознакою живішого економічного життя Тули. В літі засипане курявою, а зимою снігом, місто це, здавалося, спало непробудним сном. Навіть тульчани, яких я зустрічав на вулиці, виглядали якимось заспаними... |

.
У 1917 році в Тулі діяло товариство Просвіта.

### Період Другої світової війни
Восени 1941-го під Тулою 45 днів тривали бої Червоної армії проти танкової бригади генерала Гудеріана.

## Демографія
Населення Тули за даними на 2024 рік становить 460 тис. осіб.
| Рік                                     | 1990 | 1999  | 2001  | 2003  | 2005  |
| --------------------------------------- | ---- | ----- | ----- | ----- | ----- |
| Число новонароджених, на 1000 населення | 10   | 5,9   | 7     | 7,8   | 7,6   |
| Число померлих, на 1000 населення       | 12,9 | 18    | 19,2  | 20,2  | 19,3  |
| Приріст (зменшення), на 1000 населення  | −2,9 | −12,2 | −12,2 | −12,4 | −11,7 |

Докладніше: Населення Тульської області

## Пам'ятки
- Тульський кремль

## Культура

### Музеї
- Тульський державний музей зброї
- Тульський обласний художній музей
- Тульський обласний краєзнавчий музей
- Музей «Тульські самовари»
- Музей «Тульський пряник»
- Музей «Стара Тульська аптека»
- Меморіальний музей М. І. Бєлобородова
- Дом-музей В. В. Вересаева
- Історико-меморіальний музей Демидових

### Театри, цирк і філармонія
- Тульський державний академічний театр драми імені М. Горького
- Тульський обласний театр юного глядача
- Тульський театр ляльок
- Муніципальний театр «Ермітаж»
- Тульський камерний драматичний театр
- Тульський цирк
- Тульська обласна філармонія

## Відомі уродженці
- Аверков Павло Петрович — український художник декоративно-ужиткового мистецтва;
- Іванюшкіна Тетяна Анатоліївна — українська волейболістка, майстер спорту міжнародного класу;
- Махотін Альберт Олександрович (1930—1993) — український живописець.